# Dunkerton (Somerset)
Dunkerton is een civil parish in het bestuurlijke gebied Bath and North East Somerset, in het Engelse graafschap Somerset met 502 inwoners.

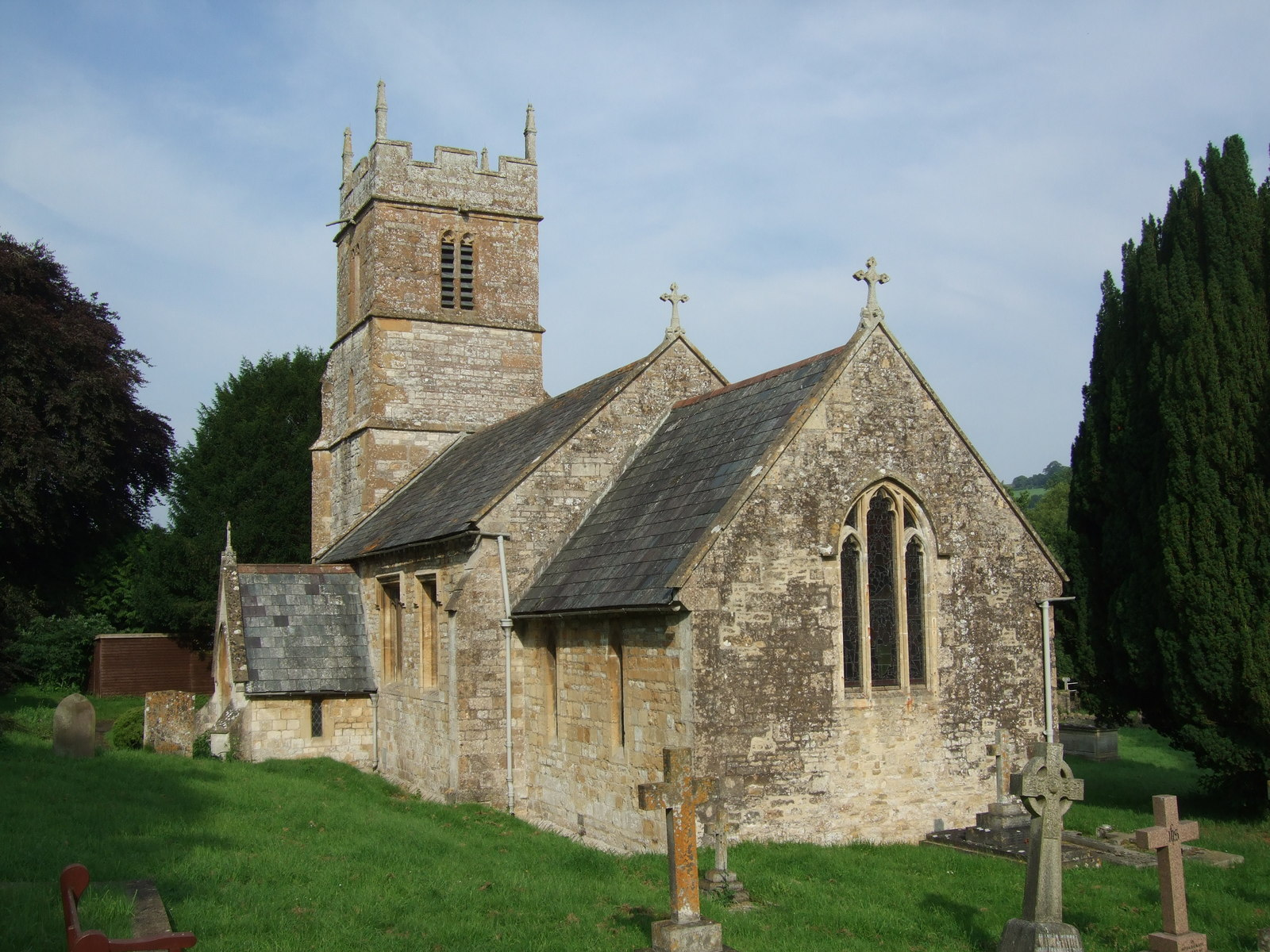
Kerk All Saints